# Passow (Mecklembourg)
Pour les articles homonymes, voir Passow.
Passow est une commune allemande du Mecklembourg-Poméranie-Occidentale au nord-est du pays. Elle appartient à l'arrondissement de Ludwigslust-Parchim.

## Géographie
Passow se trouve à neuf kilomètres au sud de Goldberg et à six kilomètres au nord de Lübz. Le lac de Passow s'étend au sud de la communauté villageoise.

## Municipalité
Outre le village de Passow, la commune comprend les localités de Brüz, Unter Brüz et Neu Brüz, Charlottenhof, Weisin et Welzin.

## Culture et tourisme
- Passow: église et château, construit en 1842 et transformé en hôtel en 2000
- Unter Brüz: église
- Weisin: église et manoir

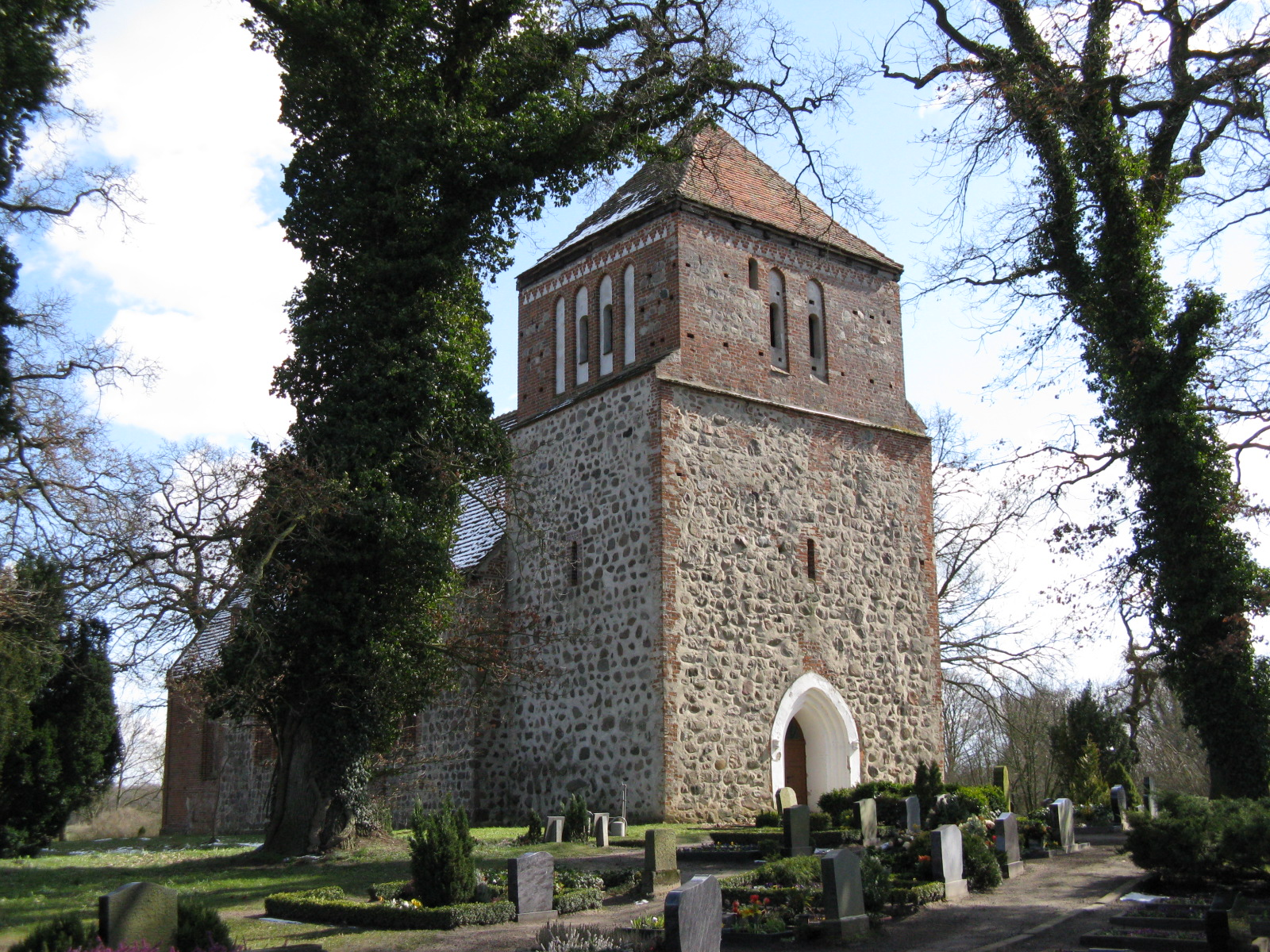
Vue de l'église d'Unter Brüz
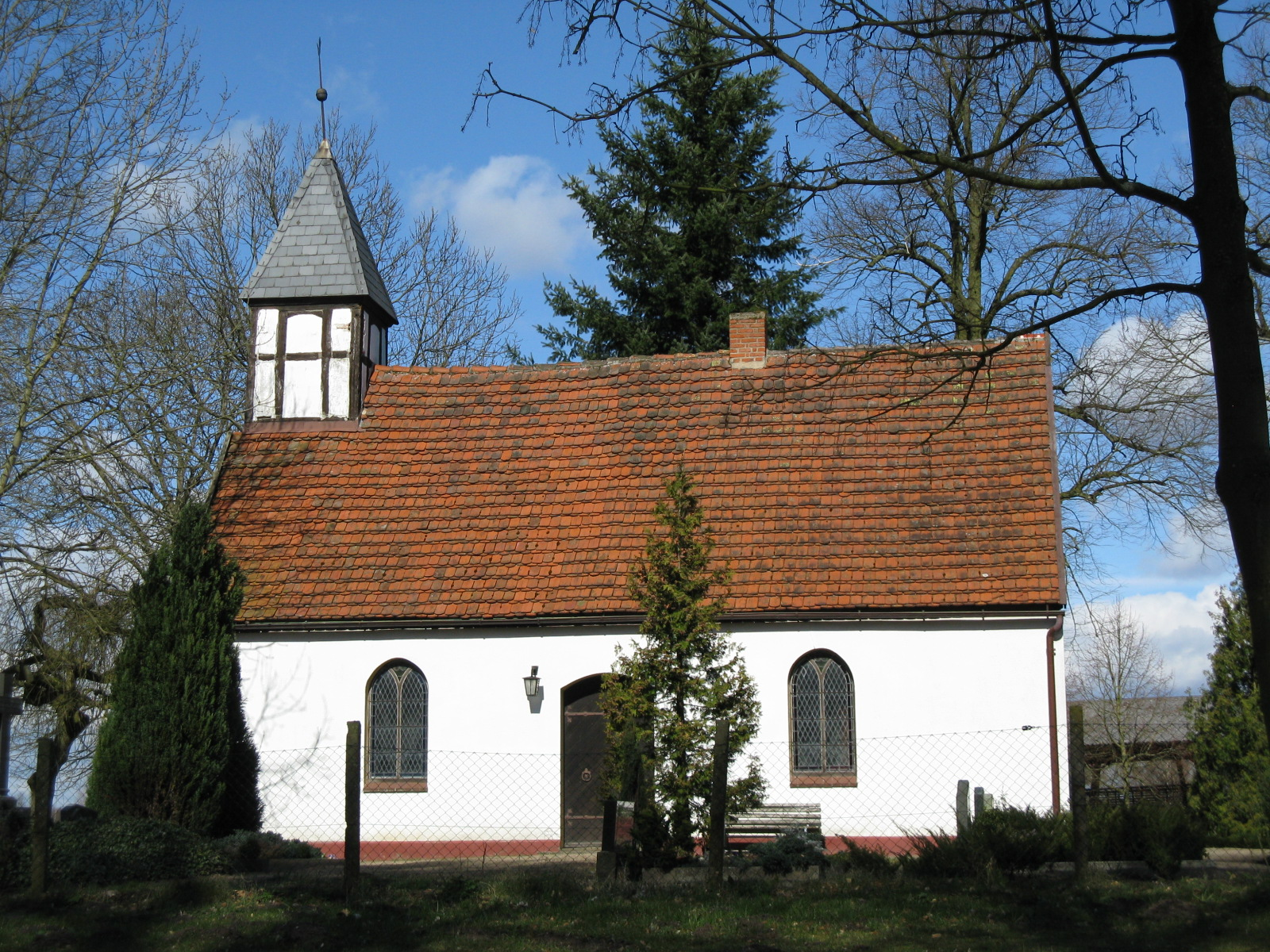
Vue de l'église de Weisin
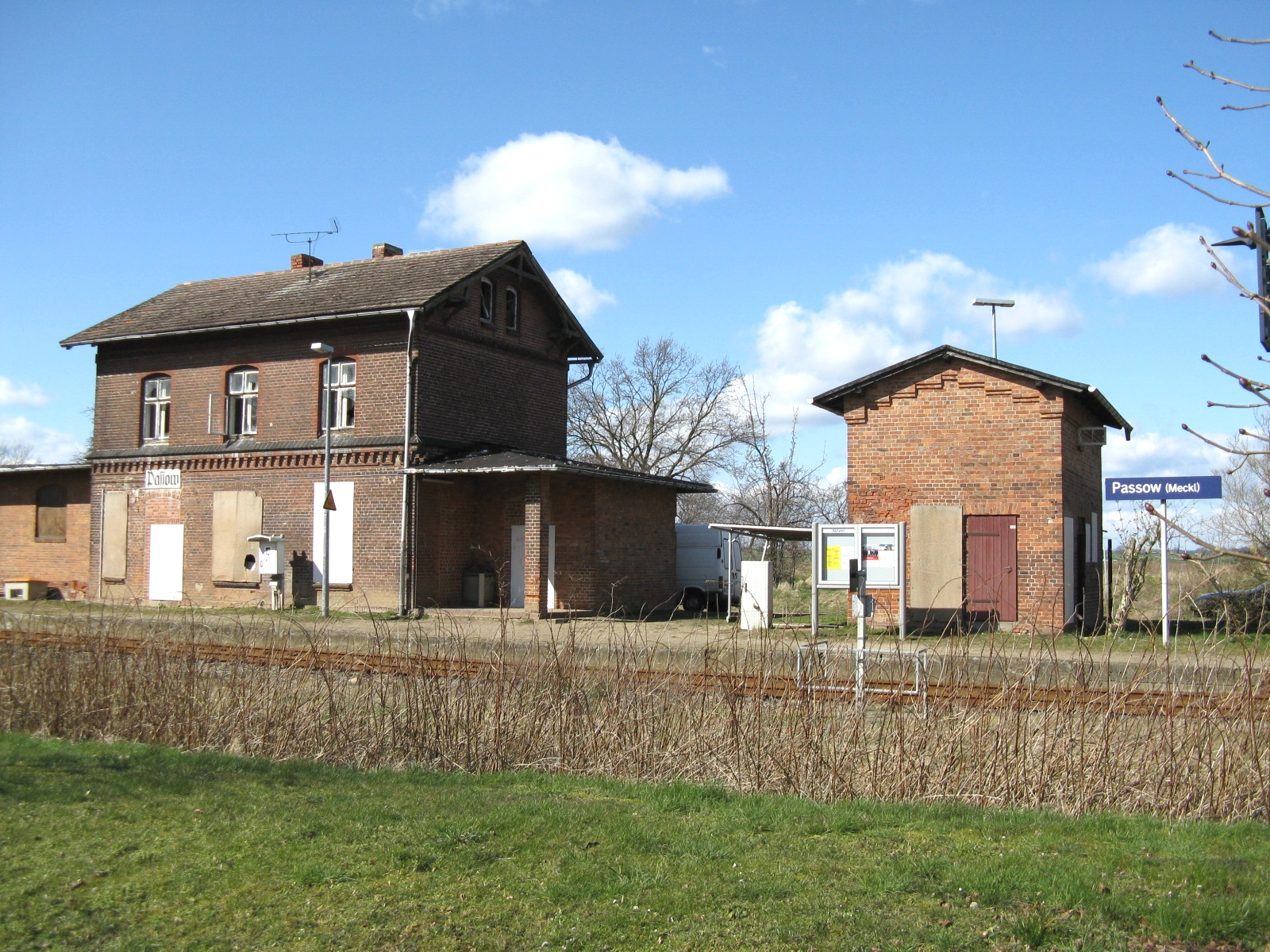
Ancienne gare de Passow
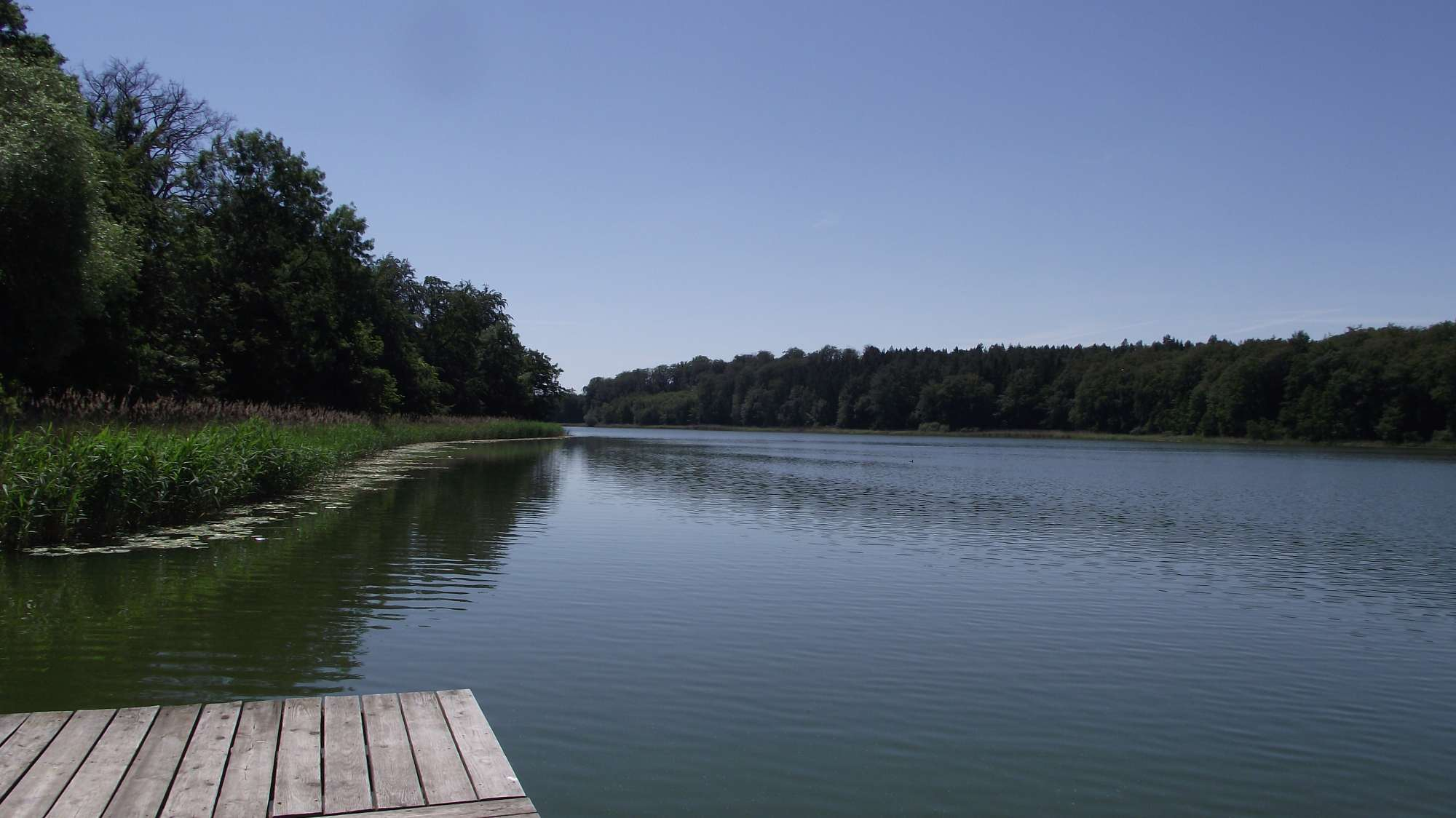
Vue du lac de Passow